# Смелость Криминального доктора
«Смелость Криминального доктора» (англ. The Crime Doctor's Courage) — американский детективный фильм режиссёра Джорджа Шермана, который вышел на экраны в 1945 году.
Это четвёртый из десяти фильмов киноцикла о Криминальном докторе производства студии Columbia Pictures, выпущенных на экраны в период с 1943 по 1949 год. Во всех десяти фильмах роль доктора Роберта Орудуэя, известного как Криминальный доктор, сыграл Уорнер Бакстер.
В этом фильме к доктору Роберту Ордуэю обращается Кэтлин Карсон (Хиллари Брук), обеспокоенная тем, что две предыдущие жены её нового мужа, Гордона Карсона (Стивен Крейн), погибли в результате загадочных несчастных случаев через несколько дней после свадьбы. Кэтлин приглашает доктора на вечеринку в свой дом, чтобы тот в неформальной обстановке оценил психическое состояние Гордона. Там Ордуэй встречает старого друга, криминального романиста Джеффа Джерома (Джером Кауэн), он также знакомится с эксцентричным отцом Кэтлин (Ллойд Корриган), другом семьи Робертом Ренкоре (Марк Робертс), который влюблён в Кэтлин, и загадочной испанской танцевальной парой Мигелем Браггой и его сестрой Долорес (Энтони Карузо и Лупита Товар). В самом начале ужина один из официантов Дэвид Ли (Деннис Мур), который оказывается братом первой жены Гордона, обвиняет его в убийстве сестры, и в тот же вечер Гордона обнаруживают застреленным в его запертом кабинете. Доктор Ордуэй начинает расследование, и вскоре находит в доме Браггов смертельно раненого Джеффа, а также едва живых танцоров, лежащих в гробах. Ордуэй устанавливает, что таинственная аура вампиризма, окружавшая танцевальную пару, была рекламным трюком, придуманным Джеффом, а убийцей оказался Роберт, который совершал преступления, чтобы жениться на Кэтлин.
Фильм получил смешанные отзывы критиков, некоторые из которых назвали его одним из самых слабых в цикле о Криминальном докторе. С другой стороны, отмечалось, что сценаристы придумали достаточно много интригующих сюжетных поворотов и отвлекающих манёвров, а также интересно ввели в сюжет тему вампиров.

## Сюжет
Молодожёны Эвелин и Гордон Карсон (Стивен Крейн) проводят медовый месяц на калифорнийском горном курорте. Поднявшись на вершину горы, Эвелин просит мужа продлить их отдых ещё на месяц, однако Гордон, первая жена которого умерла во время медового месяца, утонув на курорте в штате Мэн, хочет как можно скорее вернуться домой. Когда Эвелин говорит, что кто-то прислал ей газетные вырезки о смерти его первой жены, Гордон приходит в сильное возбуждение, пытаясь убедить Эвелин в своей невиновности. Он неловко хватает Эвелин за руку, в результате чего она в испуге отступает назад и срывается с обрыва, разбиваясь насмерть. Шериф приходит к заключению, что смерть Эвелин произошла в результате несчастного случая. Тем не менее, Дэвид Ли (Деннис Мур), брат первой жены Гордона, уверен в том, что Гордон является опасным маньяком-убийцей, и требует принять к нему соответствующие меры.
Некоторое время спустя, когда доктор Роберт Ордуэй (Уорнер Бакстер) проводит отпуск, расслабляясь у бассейна на голливудском курорте, к нему за помощью обращается давняя знакомая Кэтлин Карсон (Хиллари Брук). Кэтлин объясняет, что недавно вышла замуж за Гордона Карсона, после чего получила анонимное письмо и газетные вырезки о странных смертях двух предыдущих жён Гордона. Опасаясь за собственную безопасность, она приглашает Ордуэя в их дом на ужин, чтобы доктор в неформальной обстановке понаблюдал за её новым мужем на предмет его вменяемости.
Вечером, по прибытии на ужин в богатый дом Карсонов доктор Ордуэй встречает там старого знакомого, криминального писателя Джефферса «Джеффа» Джерома (Джером Кауэн). Он также знакомится с другом семьи Бобом Ренкоре (Марк Робертс), эксцентричным отцом Кэтлин, производителем конской упряжи и изобретателем Джоном Мэсси (Ллойд Корриган) и испанскими танцорами Мигелем Браггой (Энтони Карузо) и его сестрой Долорес (Лупита Товар). Когда гости рассаживаются за стол, Гордон замечает среди официантов Дэвида Ли, обвиняя его в том, что тот преследует его и пытается разрушить его жизнь, а затем требует, чтобы Дэвида немедленно удалили из дома. В ответ Дэвид обрушивается на Гордона с обвинениями в убийстве двух жён, после чего взволнованный Гордон быстро уходит из столовой и запирается в своём кабинете. Расстроенные гости начинают разъезжаться по домам, и в этот момент в кабинете Гордона раздаётся выстрел. Вскрыв дверь, гости обнаруживают на полу труп Гордона с простреленной головой и револьвером в руке. Хотя Джефф предполагает, что Гордон покончил жизнь самоубийством из-за преследований Дэвида, Ордуэй быстро устанавливает, что это было убийство, и звонит в полицию.
Вскоре в дом Карсонов прибывает капитан полиции Дж. Бёрч (Эмори Парнелл), который проводит опрос присутствующих, обнаруживая, что Кэтлин исчезла. Бёрч также склоняется к версии о самоубийстве, так как комната была заперта, и на окнах установлены решётки. Ордуэй же утверждает, что выстрел не мог быть произведён из револьвера Гордона, который они обнаружили холодным. После завершения допроса Джефф ведёт Ордуэя в ночной клуб, в котором выступает танцевальный дуэт Браггов. Когда Долорес во время выступления исчезает, а затем появляется снова, ведущий объявляет, что танцоры этого дуэта обладают способностью становиться невидимыми. После их номера Боб Ренкоре подсаживается за столик Ордуэя, сообщая ему, что Кэтлин попала под дурное влияние Мигеля и, возможно, влюбилась в него, а сейчас прячется в его доме. Боб беспокоится о её состоянии и просит доктора поговорить с ней и уговорить вернуться домой. Когда появляются Брагги, Боб сразу же удаляется, а Ордуэй, давая понять, что ему известно местонахождение Кэтлин, просит отвезти его к ней. Понимая, что у него нет иного выхода, Мигель отвозит его в свой дом, расположенный высоко в горах. По дороге Мигель рассказывает, что показанный танец их семья исполняет уже 300 лет. Дом, который Брагги совсем недавно купили, оказывается впечатляющим готическим замком, интерьеры которого при этом крайне запущены. В гостиной Ордуэй видит портрет Мигеля и Долорес, датированный 1648 годом. Мигель угощает доктора вином, привезённым из Испании, рассказывая, что он и его сестра происходят из семьи алхимиков. Когда доктор от выпитого вина теряет сознание, Мигель, которого с Кэтлин связывают романтические чувства, отправляет её на машине домой. Он велит ей сказать Бёрчу, что она сбежала после убийства, потому что растерялась и не знала, что как следует себя вести.
Проснувшись на следующее утро, Ордуэй находит записку от Мигеля, в которой тот сообщает, что уехал с сестрой на конную прогулку, а Кэтлин вчера вечером вернулась домой. Перед уходом Ордуэй осматривает дом Браггов, обнаруживая в подвале два пустых гроба. Затем Ордуэй возвращается в дом Карсонов, где встречает капитана Бёрча, который уже пообщался с Кэтлин. Вскоре посыльный доставляет в дом копию завещания Гордона, составленного сразу после его женитьбы, в котором Кэтлин названа его единственной наследницей. Доставляют также результаты баллистической экспертизы, согласно которым пуля, убившая Гордона, была выпущена не из пистолета, лежавшего около его тела.
После допроса у капитана Кэтлин приезжает в дом отца, где её навещает Боб, который страстно умоляет её сбежать вместе с ним. Кэтлин признаётся, что вышла замуж за Гордона только из-за денег, в том числе, чтобы Гордон профинансировал проекты её отца. Когда Боб признаётся ей в любви и предлагает выйти за него замуж, Кэтлин отвечает, что любит не его, а Мигеля, с которым они планируют пожениться. Разочарованный Боб приходит к Ордуэю, отдыхающему у бассейна в отеле, заявляя ему, что Брагги — это вампиры, которых никто и никогда не видел при дневном свете. В этот момент приближается Бёрч, и Боб быстро исчезает. Капитан говорит о Браггах то же, что и Боб, добавляя, что если бы они способны становиться невидимыми, то могли легко проникнуть в запертую комнату и убить Гордона.
Чтобы перепроверить эти утверждения, Ордуэй возвращается в дом Карсонов, где его встречает Джефф. В кабинете Гордона доктор обнаруживает тайный механизм, с помощью которого можно сдвигать и раздвигать решётки на окнах. Это даёт объяснение, каким образом убийца Гордона смог выйти из запертого кабинета. Доктор звонит Бёрчу, предлагая ему немедленно приехать и самому убедиться в этом. Затем Ордуэй показывает работу механизма Джеффу, после чего собирается поговорить с Кэтлин. Джефф берётся организовать их встречу на своей квартире. Тем временем Ордуэй направляется к служебному входу ночного клуба, где незаметно наблюдает за тем, как Луга (Кинг Конг Кэши), слуга Браггов, заносит через служебный вход большой закрытый короб. Проследив за Лугой внутри клуба, Ордуэй видит, как тот монтирует специальный подъёмный механизм, а затем спускает конец верёвки с крюком на сцену, где выступают Мигель и Долорес.
Приехав затем к Джеффу, Ордуэй застаёт там только Кэтлин. Ордуэй осматривается в кабинете Джеффа, обнаруживая, что тот работает над рукописью, в которой утверждается, что Брагги являются вампирами, которым 300 лет, их никто не видел при дневном свете, они спят в сундуке с землёй и не отражаются в зеркалах, а при желании могут становиться невидимыми. Они опасны, и их надо уничтожить. Для этого в дневное время необходимо открыть сундук, в котором они спят, и проткнуть их сердца кольями. Этот текст вызывает тревогу Кэтлин, которая подозревает, что Джефф поехал к Браггам, чтобы убить их, а Ордуэй тем временем звонит Бёрчу с просьбой немедленно приехать в дом Браггов. Прибыв туда раньше капитана, Кэтлин и Ордуэй находят смертельно избитого Джеффа, который умирает у доктора на руках, так и не назвав имя убийцы. Спустившись в подвал, они обнаруживают убитого Лугу, а также Браггов, которые лежат в гробах в бессознательном состоянии.
Приведя Мигеля и Долорес в чувства, Ордуэй слышит наверху шаги, и вскоре кто-то стреляет в него. Ордуэй стреляет в ответ, и начинается перестрелка. Стрелок выбегает в сад, продолжая стрелять, и там Ордуэй ранит его. В этот момент подъезжает полиция во главе с капитаном Бёрчем, задерживая преступника, которым оказывается Боб. Ордуэй объясняет, что история с вампирами была всего лишь рекламным трюком, придуманным Джеффом, а исчезновение во время танца осуществлялось с помощью Луги, который взбирался на подиум над сценой, и оттуда поднимал Долорес через люк в потолке. Мигель подтверждает, что рекламный ход с вампирами придумал Джефф, который увидел их выступление на Кубе и предложил сотрудничество. Раненый Боб сознаётся, что убил Гордона, Лугу и Джеффа, а также планировал убить Мигеля и Долорес, но Ордуэй вовремя остановил его. Боб заявляет, что совершил эти преступления, потому что любил Кэтлин и мечтал на ней жениться. Гордона и Мигеля он рассматривал как своих соперников, а Джеффа убил, чтобы пустить расследование по ложному пути.

## В ролях
- Уорнер Бакстер — доктор Роберт Ордуэй
- Хиллари Брук — Кэтлин Карсон
- Джером Кауэн — Джефферс «Джефф» Джером
- Энтони Карузо — Мигель Брагга
- Лупита Товар — Долорес Брагга
- Марк Робертс — Боб Ренкоре
- Ллойд Корриган — Джон Мэсси
- Эмори Парнелл — капитан полиции Бёрч
- Стивен Крейн — Гордон Карсон
- Чарльз Арнт — дворецкий

## Создатели фильма и исполнители главных ролей
За время своей режиссёрской карьеры, охватившей период с 1937 по 1971 год, Джордж Шерман поставил 133 фильма, большинство из которых были вестернами категории В. Наиболее известными фильмами Шермана стали «Паническое бегство из Санта-Фе» (1938), «Секрет Свистуна» (1946), «Чёрный Барт» (1948), «Кража» (1948), «Спящий город» (1950), «Территория команчей» (1950), «Томагавк» (1951), «Против всех врагов» (1952), «Команчерос» (1961) и «Большой Джейк» (1971).
Уорнер Бакстер сыграл в таких немых фильмах, как «Ужасная правда» (1925) и «Великий Гэтсби» (1926). В звуковом кино Бакстер сыграл в фильмах «В старой Аризоне» (1928), который принёс ему «Оскар» за лучшую мужскую роль, «42-я улица» (1933), «Корабль рабов» (1937) и «Похищенный» (1938), В 1943—1949 годах Бакстер сыграл доктора Роберта Ордуэя в серии из десяти фильмов серии о Криминальном докторе.
Хиллари Брук в период с 1937 по 1957 год сыграла в 73 фильмах, среди которых «Филадельфийская история» (1940), «Доктор Джекилл и мистер Хайд» (1941), «Джейн Эйр» (1943), «Министерство страха» (1944), три фильма о Шерлоке Холмсе 1942—1945 годов, а также триллер Альфреда Хичкока «Человек, который слишком много знал» (1956).

## История создания фильма
Это четвёртый фильм в цикле из десяти картин о Криминальном докторе.
Фильм находился в производстве с 3 по 21 ноября 1944 года и вышел на экраны 27 февраля 1945 года.

## Тема вампиризма
В фильме есть несколько эпизодов, в которых танцевальная пара Браггов в составе брата Мигеля (Энтони Карузо) и сестры Долорес (Лупита Товар) ведёт себя как пара вампиров. В частности, в их концертном номере есть эпизод, когда Долорес исчезает в воздухе прямо во время выступления. В другой сцене Мигель сообщает Ордуэю: «Мы занимаемся этим танцем уже 300 лет». В доме Браггов доктор замечает картину с изображением Мигеля и Долорес, которая датирована 1648 годом. Кроме того, пара даёт понять, что не переносит дневной свет и, как они говорят, «не любят отражаться ни в одном зеркале». В их доме Ордуэй также натыкается на два пустых открытых гроба, спрятанных в подвале за дверью, запертой на висячий замок. Как отмечает историк кино Клифф Алиперти, «интересно, что Лупита Товар, снявшаяся здесь в последний раз в свой карьере, ранее сыграла главную женскую роль в знаменитой испаноязычной версии „Дракулы“ 1931 года».

## Оценка фильма критикой
Фильм получил невысокие оценки критики. Так, журнал Variety в номере от 7 марта 1945 года пришёл к заключению, что это «один из самых неудачных фильмов цикла, в котором нет ни саспенса, ни тайны». Историки кино Джей Роберт Нэш и Стэнли Ральф Росс также написали, что это «самая неудачная работа в серии». Киновед Джин Блоттнер, отметив актёрскую работу Бакстера и сильный подбор актёров второго плана, а также отличную работу режиссёра Джорджа Шермана, обеспечивающего картине зрелищность, пришёл к заключению, что причиной неудачи фильма стал некачественный сценарий. Рецензент журнала TV Guide посчитал, что это один из «менее удачных фильмов сериала». В этом фильме Бакстер расследует убийство, в котором подозреваемыми являются автор детективных романов, охотник за приданым, двое испанских танцовщиков и молодая студентка. По мнению рецензента, «сюжет плох, потому что подозрение падает на всех, кроме виновного».
С другой стороны, историк кино Клифф Алиперти пришёл к заключению, что это «одна из самых интригующих историй о Криминальном докторе, в которой постепенно накапливаются намеки, указывающие на присутствие вампиров». С другой стороны, Алиперти отметил, что «безусловно, одна из самых торопливых картин с ужасной, но к счастью, краткой по времени игрой Мура и Крейна, и даже самого Бакстера, который по крайней мере, трижды путался в репликах». Но в итоге, «несмотря на свои недостатки, фильм был таким же интересным, как и другие фильмы цикла о Криминальном докторе». По мнению историка кино Кима Ньюмана, «сценарий изобилует качественными, странными отвлекающими маневрами», включая тему вампиров, а также «экстравагантными персонажами, такими как Ллойд Корриган в роли педантичного отца героини, который занимается изготовлением конской упряжи».